# Pleiku
Pleiku (Plei Cu, Plây Cu, Plây Ku, Plei Ku) – miasto w środkowym Wietnamie, stolica prowincji Gia Lai. W 2008 roku ludność miasta wynosiła 128 499 mieszkańców.

## Warunki naturalne[2]
Średnia roczna temperatura powietrza wynosi 22 °C. Najwyższa zanotowana temperatura wynosiła 35 °C, a najniższa 6 °C.
Średnia roczna suma opadów wynosi 2233 mm (najwyższe opady występują w lipcu i sierpniu podczas monsunu letniego).
Średnia roczna wilgotność powietrza wynosi 79%.